# Martin's Location
Martin's Location es un municipio ubicado en el condado de Coös en el estado estadounidense de Nuevo Hampshire. En el año 2010 tenía una población de 0 habitantes y una densidad poblacional de 0 personas por km².

## Geografía
Martin's Location se encuentra ubicado en las coordenadas 44°19′50″N 71°12′9″O / 44.33056, -71.20250. Según la Oficina del Censo de los Estados Unidos, el municipio tiene una superficie total de 9.75 km², de la cual 9,67 km² corresponden a tierra firme y (0,8 %) 0,08 km² es agua.

## Demografía
Según el censo de 2010, había 0 personas residiendo en Martin's Location. La densidad de población era de 0 hab./km². De los 0 habitantes, Martin's Location estaba compuesto por el 0 % blancos. Del total de la población el 0 % eran hispanos o latinos de cualquier raza.